# Alepia diocula
Alepia diocula är en tvåvingeart som beskrevs av Quate och Brown 2004. Alepia diocula ingår i släktet Alepia och familjen fjärilsmyggor.
Artens utbredningsområde är Franska Guyana. Inga underarter finns listade i Catalogue of Life.